# Wojna chocimska (poemat Ignacego Krasickiego)
Wojna chocimska – poemat Ignacego Krasickiego wydany w Warszawie w 1780.

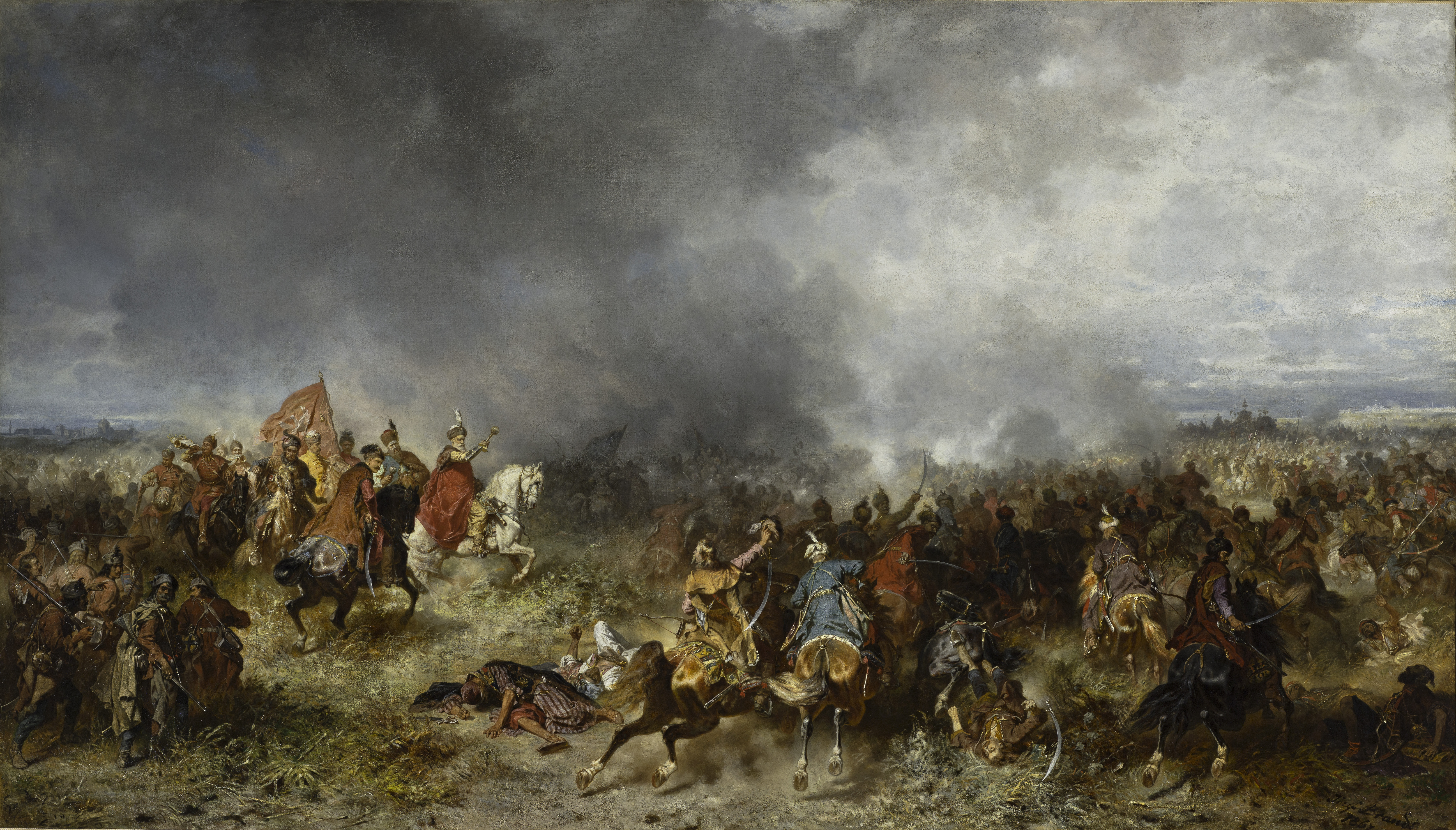
Józef Brandt, Bitwa pod Chocimiem

Utwór został napisany pod wpływem króla Stanisława Augusta Poniatowskiego, który pragnął złączyć się z Rosją w sojuszu przeciw Turcji. Poemat opisuje walki hetmana Jana Karola Chodkiewicza podczas wojny polsko-tureckiej 1620-1621. Krasicki, mający już w dorobku parodystyczne utwory  Myszeida i Monachomachia, próbował w Wojnie chocimskiej stworzyć poważny poemat heroiczny. Odwoływał się jednak nie do wzorów antycznych, lecz nowożytnych, zwłaszcza do Jerozolimy wyzwolonej Torquata Tassa, zaś w miejsce starożytnych bóstw wprowadzał nawiązania chrześcijańskie. Najprawdopodobniej poeta pozostawał też pod wpływem Henriady Woltera. Utwór rekonstruował też na podstawie wydarzeń historycznych zasady ustrojowe i moralne Rzeczypospolitej szlacheckiej oraz sarmacką przeszłość. Wojna chocimska była w literaturze polskiego oświecenia odosobnioną, choć nieudaną próbą stworzenia epopei. Utwór kreował jednak mit „przodków poczciwych” jako wzoru dla ludzi współczesnych, który odegrał dużą rolę w Panu Podstolim.
Epos został skomponowany, na wzór epopei Tassa, oktawą, czyli strofą ośmiowersową abababcc, zbudowaną z wersów jedenastozgłoskowych.

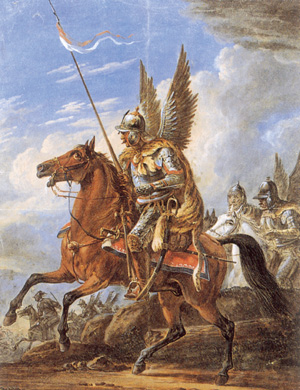
Aleksander Orłowski, Husarz

Już się był mieczem zwycięskim zbyt wsławił
Naród, na zemstę od Boga zesłany;
Już w krwi niewinnej od wieków się pławił;
Jednak w zapędzie nieuhamowany,
Niesyt, że tyle dzieł okrutnych sprawił;
Dumny potęgą i sławą zagrzany,
Groził i reszcie, a srogim bułatem
Chciał przelęknionym zawiadować światem.

## Bibliografia

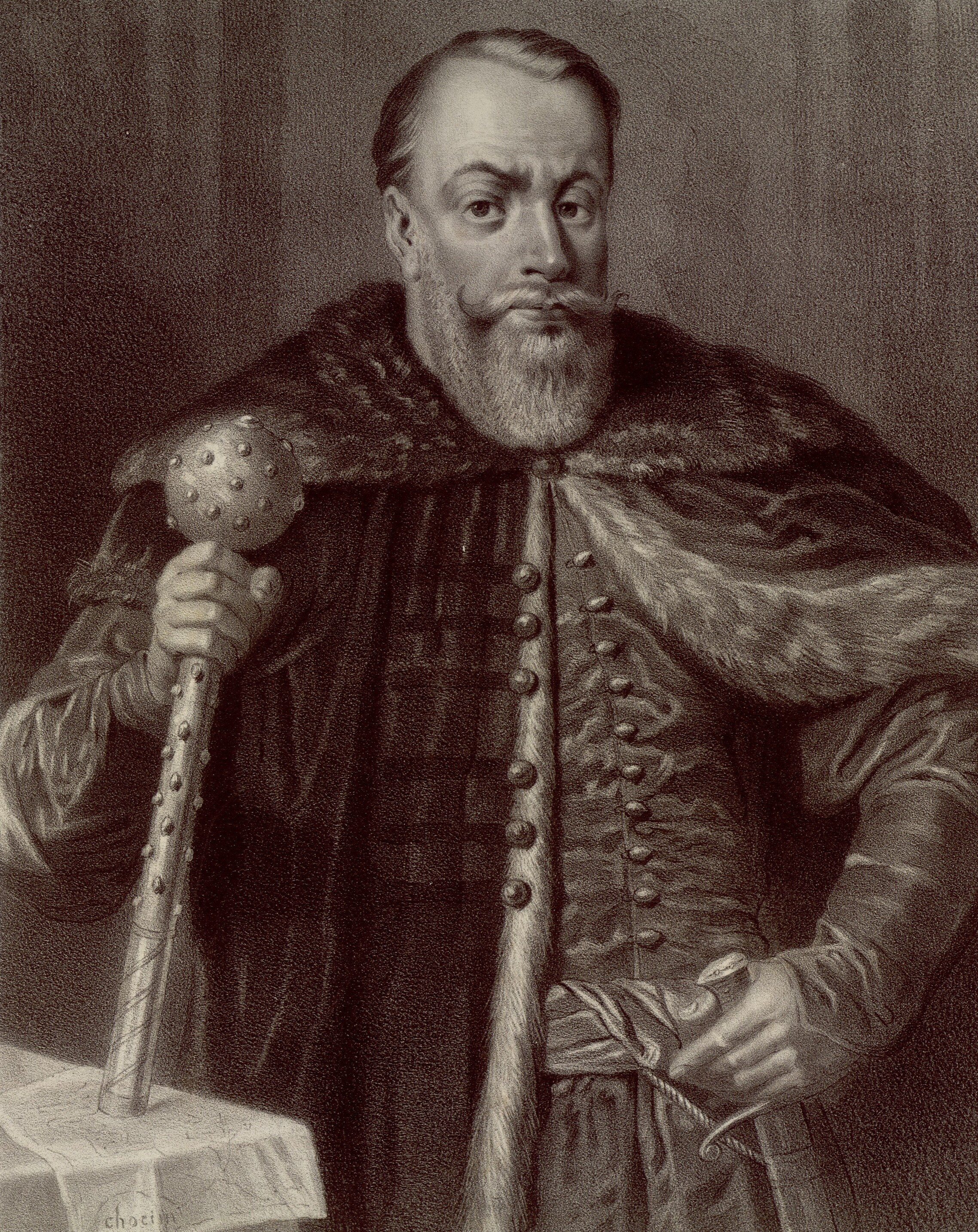
hetman Jan Karol Chodkiewicz, bohater eposu Ignacego Krasickiego